# Sasori
Sasori (サソリ Escorpión?) es un personaje del manga y anime Naruto, Su nombre completo es Akasuna no Sasori (サソリの赤い砂 Escorpión de la Arena Roja?), Pertenece a la Organización Akatsuki. Lleva el anillo Jade (玉?), en el dedo pulgar izquierdo. Su compañero es Deidara, aunque antes estuvo con Orochimaru, cuando este todavía estaba en la organización.

## Antecedentes
Cuando Sasori era joven, su padre y su madre fueron asesinados por Sakumo Hatake durante una batalla, dejándolo al cuidado de su abuela, Chiyo. Cuando Chiyo intentó animarlo enseñándole títeres, la aptitud innata de Sasori para el arte se hizo evidente, e incluso comenzó a idear formas magistrales de eliminar las debilidades de un titiritero en la batalla. Sus habilidades incluso le permitieron crear dos títeres a imagen de sus padres en un intento de descartar la terrible soledad que sentía. Sin embargo, como los títeres no pudieron darle el verdadero amor paterno que él deseaba, Sasori perdió interés en ellos y luego cayeron en posesión de Chiyo. Sasori creó muchos otros títeres ingeniosos, incluidos la Hormiga Negra, el Cuervo y la Salamandra.
Durante la Tercera Guerra Mundial Shinobi, la efectividad de sus títeres en derramar la sangre de sus enemigos en la arena dio lugar al apodo"Sasori de la Arena Roja". Sin embargo, motivado por su deseo de hacer obras que duren para siempre, Sasori comenzó a experimentar para crear títeres a partir de personas. En el anime, su único amigo, Komushi, perdió su brazo derecho durante su deber de control fronterizo, por lo que Sasori le dio un nuevo brazo títere como prótesis. Después de que Komushi falleciera, habiendo ingerido accidentalmente parte del veneno de Sasori, Sasori procedió a convertirlo en una de sus primeras marionetas humanas. Veinte años antes de su introducción en la serie, Sasori dejó la Aldea de la Arena; fue por esta época cuando convirtió su cuerpo en una marioneta y su corazón de carne viva quedó como su única parte humana, pareciendo así mantener la juventud de la época de su partida. Más de diez años antes de su propia muerte, Sasori asesinó en secreto al Tercer Kazekage y lo convirtió en uno de sus títeres humanos. A pesar de esto, Sasori notó que el Tercer Kazekage no murió sin luchar contra Sasori. 
Después de unirse a Akatsuki, utilizó sus habilidades para crear numerosos espías como Yūra y Mukade de la Aldea de la Arena como agentes durmientes. Sasori fue emparejado con Orochimaru, quien compartió su deseo de una existencia eterna. Más tarde, Sasori se unió a su grupo para reclutar a Deidara en Akatsuki. Después de que Orochimaru dejó los Akatsuki tras su fallido intento de tomar el cuerpo de Itachi Uchiha, Sasori le guarda rencor a su excompañero y envió a Kabuto Yakushi para que fuera su espía en la Aldea del Sonido. Sin embargo, Sasori no sabía que Kabuto estaba trabajando para Orochimaru mucho antes de hacerse pasar por un espía de Akatsuki, con él y el resto de Akatsuki hizo pensar que Kabuto se unió al lado de Orochimaru después de ser disipado del lavado de cerebro de Sasori. En el anime, Sasori se enteró más tarde del paradero de Orochimaru y se unió a Deidara para encontrarlo. Una vez que lo rastreó en la Tierra del Viento, Sasori desató su títere del Tercer Kazekage. Orochimaru, sin embargo, sorprendió a Sasori al contraatacar con una reencarnación del Kazekage actual. Los dos ninjas perdidos enfrentaron a sus respectivos peones entre sí, y el Tercer Kazekage demostró ser más fuerte que la marioneta. Sin embargo, el Kazekage pronto recuperó el control de sí mismo y forzó una liberación de la técnica, lo que provocó que Orochimaru se retirara. Deidara luego desató una serie de bombas en el escondite de Orochimaru, con la esperanza de matar al ninja de Konoha. Sasori quedó muy molesto porque a pesar de una búsqueda exhaustiva, no pudieron encontrar un cuerpo.

## Personalidad
Sasori creció en un ambiente triste y solitario debido a la ausencia del amor de sus padres. Cuando se le presenta el arte de los títeres por su abuela, Chiyo, se volvió un poco más feliz. Finalmente creó títeres a semejanza de sus padres, pero cuando se dio cuenta de que los títeres no podían darle el amor real que deseaba, se volvió frío, distante y lo llevó a su desprecio general por la vida humana. Sasori incluso llegó a afirmar que no sentiría nada si Chiyo moría, ya que afirmó que su corazón se había vuelto como su cuerpo de marioneta: sin emociones. Sasori tampoco tenía ninguna lealtad por su aldea, ya que desertó para perseguir intereses personales e incluso secuestró al Tercer Kazekage, este último acto causó graves consecuencias para la Aldea de la Arena, y luego atacó la aldea nuevamente veinte años después de irse. A pesar de su naturaleza cruel y nihilista, Sasori también era conocido por poseer una perspectiva muy realista de la vida ya que rara vez se preocupaba por los obstáculos que le impedían el paso. Rara vez cedió el paso a emociones fuertes, y los casos que sucedieron fueron a menudo de corta duración.
Sasori también era conocido por su impaciencia, ya que repetidamente notó que no deseaba esperar ni hacer esperar a los demás. A pesar de esto, se tomó su tiempo para luchar contra Kankurō cuando se conocieron por primera vez debido a su interés en luchar contra sus viejas creaciones, que fueron transmitidas a un titiritero de la siguiente generación.
Sasori y su segundo socio en Akatsuki, Deidara, tenían puntos de vista contradictorios sobre el arte y con frecuencia discutían sobre sus diferentes perspectivas. Deidara mantuvo su creencia de que el arte era algo pasajero que desaparece rápidamente, mientras que Sasori creía que las bellas artes eran eternas y permanecían en el futuro. Esto reflejaba sus naturalezas individuales; Deidara hizo esculturas de arcilla que explotaron, mientras que Sasori creó títeres duraderos de humanos que nunca murieron. Sin embargo, ambos se consideraron artistas y su relación podía reflejar el romanticismo.
La ambición de Sasori era convertirse él mismo en una exquisita obra de arte convirtiendo su cuerpo en una de sus propias marionetas. Sasori se adhirió tan firmemente a su creencia de que el verdadero arte era duradero que incluso llegó a hacer que su espía recuperara información sobre el Jutsu de Reanimación y experimentos humanos. Sasori abandonó esta ambición después de que Kankurō le dijera que eran sus creaciones las que ponía su corazón y su alma en las que durarían para siempre. Después de aceptar el punto de vista de Kankurō sobre el arte eterno, confió sus títeres de madre y padre a Kankurō y le dijo que los pasara a la siguiente generación después de su muerte. En este momento, se muestra que Sasori también tiene un lado emocional.
Sasori también estaba dispuesto a aceptar las opiniones de los demás sobre ciertos temas en contraste con Deidara, quien tercamente se mantuvo firme en sus creencias hasta el final. Sasori perdonó a Kankurō durante su primer enfrentamiento después de que este último hizo un último intento de atacarlo, pero señala que el estado envenenado de Kankurō finalmente lo llevaría a la muerte.
Posiblemente derivado de su infancia solitaria, Sasori era completamente leal a Akatsuki, tanto que juró matar a su excompañero, Orochimaru, por traicionar a la organización.

## Apariencia
Sasori tenía los ojos grandes de color marrón grisáceo que había heredado de su madre, y el pelo corto, rosa como el ratón, que había heredado de su padre. Por lo general, se lo veía con una mirada confusa y soñadora en su rostro. Cuando era niño, Sasori vestía túnicas de color verde oscuro con un poncho pálido alrededor. Cuando era adolescente, mientras vivía en la Aldea de la Arena, vestía una túnica violeta con el protector de frente la Aldea de la Arena. Después de salir de la aldea, se le vio con el chaleco antibalas de la arena con una camiseta sin mangas, vendas alrededor de ambos brazos, pantalones marrones con un colster adjunto donde sostenía su pergamino de invocación de marionetas y sandalias shinobi marrones. Después de unirse a los Akasuki y convertirse en un títere a semejanza de su cuerpo original, el cabello de Sasori se volvió un poco más desordenado y usó su túnica de Akatsuki junto con un anillo de Akatsuki púrpura en su pulgar izquierdo que lleva el kanji para "joya" o "esfera" (玉, gyoku). También llevaba esmalte de uñas verde azulado en las uñas. A pesar de que Sasori todavía poseía su protector de frente de la arena que estaba cortado en el medio, lo mantuvo en su persona en lugar de usarlo.
El cuerpo de la marioneta de Sasori consistía en un par de garras giratorias unidas a su espalda baja, un soporte para cuatro pergaminos en su espalda, un aguijón en la cavidad del estómago vacía y abierta, un compartimiento en su pecho derecho y un 'núcleo de carne viva' (生身の核, namami no kaku) a la izquierda que tenía el kanji de "escorpión" (蠍, sasori) pintado. En su estado expuesto, los ojos de Sasori también estarían bien abiertos de una manera maníaca, a diferencia de sus ojos normales y tranquilos.
Después de que Kabuto lo revivió, Sasori mostró las escleróticas negras y los iris más oscuros que se ven en otros shinobi reencarnados. En lugar de su ropa anterior, Sasori, al igual que los otros miembros revividos de Akatsuki, vestía una capa marrón con forro beige. A pesar de tener 35 años al momento de su muerte, su forma reencarnada toma la de su adolescencia, como lucía antes de convertirse.

## Habilidades
Sasori era un shinobi muy poderoso, pudiendo, con esfuerzo, derrotar y matar al Tercer Kazekage, el ninja más fuerte en la historia de la Aldea de la Arena. El uso de sus títeres fue muy temido durante la Tercera Guerra Mundial Shinobi cuando volvió la arena roja con sangre, dándole el apodo de "Escorpión de la arena roja ". Su legado era tal que su padre lo conocía y le temía a pesar de haber nacido después de que Sasori ya se fuera de la aldea. 

### Dominio de las marionetas
Entrenado por su poderosa abuela, Chiyo, en el arte de los títeres, Sasori era un titiritero extremadamente poderoso y tenía una gran habilidad para crear y controlar sus títeres. Creó varios ingeniosos, incluidos los tres títeres principales que usa Kankurō, que se hicieron en la Aldea de la Arena antes de huir. En el momento de su batalla final con Sakura y Chiyo, Sasori tenía 298 marionetas humanas en su colección. Su condición de titiritero le ofrecía una tremenda ventaja contra otros titiriteros shinobi, especialmente si las marionetas que usaban eran las que él mismo había creado, como se vio en su batalla contra Kankurō. Como los títeres suelen instalarse con armas de largo alcance, Sasori era un experto en pelear a largas distancias. Tenía tremenda habilidad con hilos de chakra, suprimiéndolos hasta el punto de que se volvieron invisibles y pudo controlar hasta 100 marionetas, una hazaña que se pensaba imposible para un shinobi ordinario. Sasori también puede controlar a las personas vivas como marionetas, incluso en contra de su voluntad, si están lo suficientemente debilitadas. Su uso de los títeres estaba en un nivel tan alto que hizo aparecer meras técnicas como una actuación artística, lo que él llamó su "Técnica Secreta Roja". 

### Hiruko
Hiruko fue el undécimo títere de Sasori, y se usó como arma y armadura, así como un medio para eliminar la debilidad del titiritero de ser un objetivo separado y expuesto. Como Hiruko era uno de sus títeres favoritos, Sasori lo adornó con el atuendo de Akatsuki durante casi la totalidad de su estancia en la organización. Debido a esto, solo ciertos miembros como Orochimaru, Deidara o parientes como Chiyo conocían el verdadero rostro de Sasori, mientras que otros como Zetsu y Kabuto no tenían idea de que Hiruko no era su cuerpo real. Mientras está dentro de Hiruko, Sasori habla a través de su marioneta con una voz más profunda y ronca.
Hiruko tenía una larga cola mecánica, similar a un escorpión (una alusión al nombre de Sasori que significa "escorpión"), que se extendía desde la boca de lo que parecía ser una máscara de demonio en su espalda. Chiyo dijo que esta máscara fue una adición reciente de Sasori para actuar como una defensa adicional en un punto débil del títere. La cola funcionaba como principal arma ofensiva de Hiruko y estaba mezclada con el veneno especial de Sasori. La cola también podría usarse a la defensiva girando alrededor del cuerpo de Hiruko a una velocidad rápida. El brazo izquierdo de Hiruko también estaba equipado con un lanzador de proyectiles capaz de disparar metralla y agujas envenenadas, y su boca también podría usarse para cumplir una función similar de disparar agujas envenenadas. En el anime, Sasori también fue capaz de realizar la técnica del Clon de Arena a través de Hiruko. Se dice que Hiruko fue una marioneta humana en el anime del que alguna vez fue un famoso shinobi de la Aldea de la Arena que Sasori convirtió al morir. En el manga era solo una marioneta normal.

### Marionetas humanas
Los títeres de Sasori eran únicos en el sentido de que estaban hechos de los cuerpos aún vivos de humanos. Estos títeres humanos eran más versátiles que los títeres normales, ya que, además de tener muchos dispositivos peligrosos instalados dentro de ellos (como es común con los títeres normales), también podían usar chakra y realizar cualquier técnica o habilidad de Kekkei Genkai que poseían durante sus vidas. Siendo el desarrollador de esta forma de títeres, Sasori también es el único que sabe cómo crearlos.

### Tercer Kazekage
La marioneta humana favorita de Sasori fue el Tercer Kazekage, que retuvo su Liberación de Imán, que a su vez le otorga a Sasori acceso a las técnicas de la Arena de Hierro. Cuando se mezcla con el veneno de Sasori, la Arena de Hierro tiene un borde más letal. La Arena de Hierro también podría usarse para rellenar las articulaciones de otros títeres, inmovilizándolos así. Debido a que la Arena de Hierro se deriva de la capacidad del Tercero para convertir el chakra en magnetismo, esto le otorga a Sasori inmunidad contra las armas metálicas. El brazo derecho del títere del Tercero sostenía varias espadas envenenadas, mientras que el brazo izquierdo podía abrirse para revelar varios sellos de invocación que convocaron a miles de brazos similares para atacar el objetivo. Estos brazos eran capaces de aplastar a un oponente, emitir nubes de gas venenoso y liberar cables que arrastraban al oponente a la nube de gas. Si estos brazos eran cortados, una pequeña sierra circular tomaba su lugar.

### Cuerpo de marioneta
Aunque Sasori tenía treinta y cinco años, mantuvo la apariencia de un adolescente. Su apariencia anormalmente joven fue producto de la inmortalización de su diseño. Aparte de su núcleo, el cuerpo de Sasori era en realidad una marioneta. En lugar de sus intestinos había un cable grueso enrollado alrededor de un poste, lo que le permitía usarlo como aguijón y retraerlo si era necesario. Atado a su espalda había un soporte de pergamino, que contenía cuatro pergaminos que almacenaban armamento adicional. El primer pergamino le permitió expulsar poderosas corrientes de fuego, y el segundo pergamino se usó para almacenar numerosas marionetas para la Técnica Secreta Roja: Actuación de Cien Marionetas. Las capacidades del tercer y cuarto pergamino no se revelaron en el manga, aunque en el anime, el cuarto pergamino se usó para disparar chorros de agua con suficiente fuerza para cortar la roca. Sasori también tiene un par de postes unidos a la parte posterior de sus caderas, cada uno equipado con cinco hojas grandes que podrían girar como una hélice, lo que le otorga tanto un equipamiento para mayor velocidad como un arma monstruosa de combate cuerpo a cuerpo. Sasori también tenía pipas en cada una de sus palmas que podían escupir fuego intenso, lo suficientemente caliente como para derretir rocas, o, en el anime, poderosos chorros de agua con tal presión que eran capaces de cortar rocas. Siendo él mismo un títere completamente armado, Sasori no sufrió la debilidad de ser vulnerable al combate a corta distancia que sufren otros titiriteros.
A pesar de estar cargado de armas, Sasori las mantuvo (y su verdadera forma) escondidas dentro de sus túnicas de Akatsuki, que eran lo suficientemente grandes como para ocultarlas sin problema. Curiosamente, cuando usaba "él mismo", los ojos de Sasori siempre estaban bien abiertos, dándole una mirada un tanto loca. En contraste, antes de revelar su cuerpo de marioneta, los ojos de Sasori siempre estaban medio cerrados, haciéndolo parecer más tranquilo y distante. Sasori había afirmado que no se había utilizado "a sí mismo" desde que se unió a Akatsuki, hasta su última batalla con su abuela y Sakura.
Instalado en la parte derecha del pecho de Sasori había un mecanismo que podía hacer girar numerosos hilos de chakra, lo que le permitía superar sus capacidades anteriores y controlar más de cien títeres. Hacerlo también le permite usar su Técnica Secreta Roja: Actuación de Cien Marionetas. Con él, Sasori recibió una ventaja drástica sobre otros titiriteros, habiendo derrotado una vez a una pequeña nación con él. La parte izquierda del pecho de Sasori contenía la única parte humana de él y, por lo tanto, la única parte necesaria de su cuerpo capaz de controlar el chakra: un dispositivo en forma de cilindro que contenía su "núcleo"  o su corazón orgánico (核, kaku).
Debido a que el núcleo de Sasori era la única parte viva de su cuerpo que aún contenía, su cuerpo de marioneta era prácticamente indestructible, lo que le permitió sobrevivir a la niebla venenosa con la que Kankurō lo bombardeó, así como al impacto de los golpes de Sakura. También pudo luchar durante largos períodos de tiempo sin obstáculos que normalmente afectarían el cuerpo de un ser humano, como fatiga, insuficiencia muscular, pérdida de sangre, heridas o dolor. Su conversión le ha permitido renunciar a la necesidad de comer. Cuando se rompió, simplemente pudo volver a juntar las piezas. Además, Sasori podía transferir su núcleo a otros títeres en una fracción de segundo, lo que le permitía abandonar un cuerpo que estaba dañado sin posibilidad de reparación o incapacitado. Se sugiere en el manga que Sasori creó más de un cuerpo de marioneta a su imagen. El núcleo era su única debilidad, y su destrucción significaría su muerte. Después de la muerte de Sasori, Kankurō luego tomaría el cuerpo y lo usaría como su marioneta.

## Inteligencia
En repetidas ocasiones, Sasori ha demostrado ser un hombre muy analítico y astuto, capaz de manejar situaciones con varias trampas y desvíos. También se demuestra que es un hombre muy analítico, que determina rápidamente las fortalezas y los métodos de combate de su oponente. Al igual que su abuela, Sasori tiene un gran conocimiento del cuerpo humano, como lo demuestra su técnica de lavado de cerebro y su maestría para crear diferentes tipos de venenos. Sus venenos únicos, con los que entrelazó casi todas las armas de su arsenal, surtieron efecto instantáneamente, y uno de esos venenos podría matar al objetivo después de tres días de sufrimiento; Según Sakura, este veneno se refina con metales pesados, que invaden los músculos y destruyen las células sanas. Este veneno era tan complejo que el propio Sasori reconoció que nadie en la Aldea de la Arena podía contrarrestarlo y creía que su complejidad lo hacía totalmente incurable. Sin embargo, para su sorpresa, Sakura ideó un antídoto exitoso para el veneno; Sasori incluso notó que crear el antídoto requiere una precisión extrema, sin espacio para el fracaso, algo difícil incluso para él

#### Estadísticas
| Databook | Ninjutsu | Taijutsu | Genjutsu | Inteligencia | Fuerza | Velocidad | Resistencia | Sellos Manuales | Total |  |  | 5 | 4 | 4 | 5 | 3 | 4.5 | 5 | 4 | 34.5 |

## Parte I
Al final de la Parte I, Sasori hizo un cameo como una silueta durante la reunión de Akatsuki donde discutieron la toma de Sasuke Uchiha por Orochimaru, así como la captura del Nueve Colas y la promoción de sus planes. En el manga, menciona que han pasado 7 años desde que Orochimaru abandonó la organización.

### El castillo caído
Más tarde, en el anime, Sasori y Deidara se reunieron con Hidan y Kakuzu para discutir sus nuevas misiones. Se decidió que Sasori y Deidara tomarían la misión de guerra. El dúo luego fue a la Tierra de Esto, una pequeña nación, con la intención de destruirla para difundir la reputación de los Akatsuki. Después de que Deidara manejó el ataque inicial con una serie de explosiones, Sasori desató su ejército de títeres. Durante el ataque, Sasori fue personalmente y mató al Daimyō de Esto. Después de hacerlo, fue confrontado por el guardaespaldas contratado por el difunto daimyō, Tatewaki. Mientras que el samurái logró presionar a Sasori, finalmente fue envenenado por varios senbon envenenados de Sasori. Al anochecer, la nación fue destruida, lo que hizo que la misión de Sasori y Deidara fuera un éxito.

## Parte II
Al comienzo de la segunda parte, Sasori, oculto en su marioneta, Hiruko, regresó a su antigua aldea, la Aldea de la Arena, con Deidara para capturar al Jinchūriki de Una Cola, el Shukaku, y el Quinto Kazekage, Gaara. Ambos miembros de Akatsuki penetraron fácilmente las defensas de la Arena, ya que la aldea fue traicionada por uno de los propios subordinados de Sasori, Yūra. Después de que Deidara capturara a Gaara, el hermano mayor del Kazekage, Kankurō, intentó evitar que el dúo Akatsuki huyera. Pero Sasori se enfrentó a él para que Deidara pudiera seguir adelante sin oposición e hizo un trabajo rápido con Kankurō, envenenándolo y casi matándolo, y destruyendo fácilmente sus títeres, ya que tenía un conocimiento preexistente de sus secretos. Después de que los miembros de Akatsuki extrajeron y sellaron el Shukaku de Una Cola de Gaara en el escondite de Akatsuki, Sasori y Deidara quedaron a cargo de su líder de derrotar al Equipo 7 perseguidor y a la abuela de Sasori, Chiyo. Como Deidara dirigió a Naruto y Kakashi de distancia utilizando el cadáver de Gaara como cebo, Sasori se dejó enfrentar Sakura y su abuela Chiyo.
Poco después de que comenzara la batalla, con Chiyo controlandola como una marioneta, Sakura pudo destruir a la marioneta de Sasori, Hiruko. Cuando Sasori emergió de los restos de Hiruko y reveló su verdadero cuerpo, Chiyo y Sakura se sorprendieron al ver su rostro juvenil, considerando que había dejado la Aldea de la Arena hace más de veinte años, pero parecía tan joven. Sin embargo, sin perder el tiempo, Sasori sacó su tercer títere del Tercer Kazekage, quien reveló que era su favorito, ya que el tercero era el más difícil de matar y agregar a su colección. Dado que el Tercer Kazekage era una marioneta humana, Sasori pudo usar sus diversas habilidades de Arena de Hierro para atacar y abrumar a Chiyo y Sakura. Para tratar de combatir el Kazekage, Chiyo sacó los primeros títeres que Sasori creó, Madre y Padre. Aunque Chiyo los había equipado con armas y defensas adicionales, la Arena de Hierro del títere del Kazekage desactivó rápidamente a los dos títeres, y el brazo de Chiyo también. Actuando por su cuenta, Sakura demolió la marioneta del Kazekage después de darse cuenta de sus movimientos y usarse a sí misma como cebo para bajar la guardia de Sasori.
Con la pérdida del títere del Kazekage, Sasori reveló la razón detrás de su apariencia joven: su propio cuerpo de títere humano, que a su vez estaba equipado con numerosas armas y trampas con veneno. Sakura finalmente logró romper su cuerpo de marioneta, pero falló su núcleo, lo que le permitió volver a ensamblarse. Chiyo luego sacó sus propias diez marionetas en un intento de nivelar el campo de juego. Sasori usó su Técnica Secreta Roja: Actuación de Cien Títeres, lo que le permitió controlar diez veces más títeres que Chiyo. Dado que los títeres de Chiyo fueron diseñados para trabajar juntos, un rasgo que carece de todos los títeres de Sasori, a sus títeres les fue mucho mejor que a los de él, aunque finalmente se vieron abrumados por el gran número de Sasori. Durante la batalla, Chiyo intentó sellar el chakra de Sasori con un orbe especial de uno de sus títeres, pero perdió su núcleo, la única parte viva de su cuerpo y la fuente de su chakra, y solo atrapó su cuerpo de títere. Cuando Chiyo y Sakura se distrajeron con sus títeres convocados, se reveló que Sasori había transferido el contenedor cilíndrico que albergaba su núcleo, a otro de sus propios títeres, que poseía la semejanza de su rostro, antes de que el sello clavara su cuerpo original en una pared.
Usando el sello como distracción, Sasori, en su nuevo cuerpo de marioneta, intentó un ataque furtivo contra Chiyo. Sin embargo, Sakura tomó el ataque de la espada de Sasori por Chiyo. La katana de Sasori atravesó el abdomen de Sakura, y dado que la hoja en sí estaba cubierta de veneno, Sasori declaró que sucumbiría al veneno o moriría desangrada. Mientras Sasori se preparaba para atacar de nuevo, le dio a Chiyo la oportunidad de usar a Madre y Padre para apuñalarlo a través de su núcleo en forma de abrazo. Mientras Chiyo corría hacia el cuerpo casi sin vida de Sakura, ella comenzó a tratar de curarla, a lo que Sasori, incluso en su estado agonizante, se rio divertido de su intento aparentemente senil de salvar a Sakura, afirmando que era demasiado tarde para cualquier forma de ninjutsu médico. Cuando Chiyo reveló la verdadera naturaleza de esa técnica, Sasori creía que era imposible hasta que Sakura se despertó.
Antes de morir, como recompensa a Sakura por derrotarlo, Sasori le informó de un espía que tenía dentro de las filas de su antiguo compañero de Akatsuki, Orochimaru, y le dijo que se reuniera con él dentro de diez días al mediodía en el Puente Tenchi. Cuando Sasori murió, Chiyo dio a entender que Sasori podría haber evitado su último ataque, pero por alguna razón decidió no hacerlo.

### Cuarta Guerra Mundial Shinobi: Cuenta Atrás
En un intento de impedir a Obito y obligarlo a unir fuerzas durante su encuentro inicial, Kabuto demostró sus capacidades al revivir a muchos de los miembros fallecidos de Akatsuki, incluido Sasori, utilizando el Edo Tensei.

### Cuarta Guerra Mundial Shinobi: Confrontación
Asignado al Pelotón de Ataque Sorpresa y Desvío, a Sasori se le encomendó la tarea de interrumpir las Fuerzas Aliadas Shinobi al atacar al enemigo, cuando comenzó la Cuarta Guerra Mundial Shinobi . Después de discernir que Akatsuki había caído con solo Zetsu, y su reemplazo, Obito restante, su grupo se movilizó sobre los pájaros de arcilla de Deidara, donde persiguen a los tres miembros restantes del Pelotón de Infiltración y Reconocimiento.
Irritado por los adversarios que se apresuraron mientras intentaban evadirlos, el grupo finalmente fue tomado cautivo. Sasori luego enérgicamente manipulado por Muta Aburame, atrapado en una trampa explosiva, para atacar a la División de Ataque Sorpresa opuesta sin su conocimiento, mientras tomaba a Zaji como rehén. Sin embargo, el enemigo descubrió la trampa y evadió la explosión, lo que lo obligó a enfrentarse a ellos usando Tokuma Hyūga y Ranka controlados, pero Omoi pronto logró liberar a los dos. Después de que Kankurō conectó sus propios hilos de chakra con los de Sasori, que acababan de ser cortados, este último se tira hacia abajo, eIttanelevó el terreno que acababa de bajar, provocando que chocara con Deidara. Recuperándose, felicitó la mejora de Kankurō y luego comentó que había obtenido el cuerpo inmortal que siempre había deseado, al ver que el primero revelaba su antiguo cuerpo. Sasori luego manipuló a Shin para evitar los ataques de Omoi y Kankurō, antes de que Deidara detonase la arcilla colocada dentro de Shin.
Al exponer su conocimiento de Raíz, declaró que sus ideales para volverse sin emociones eran similares a sus propios esfuerzos, mientras Shin se reformaba. Sin embargo, golpeado por detrás por el ataque de un enfurecido Sai, tanto él como Deidara son contenidos por los títeres de Kankurō. Mientras Shin deconstruía, después de que su alma fue liberada, Sasori notó que no podía sentir ninguna respuesta de sus hilos. Cuando Kankurō explicó que la fuerza provenía de su alma, y no a pesar de ello, mientras vertía su corazón y su alma en sus creaciones, Sasori aceptó emocionalmente que sus títeres y técnicas eran lo que lo inmortalizaba. Comenzando a deconstruir, confió sus títeres de Madre y Padre a Kankurō, diciéndole que los pasara a las generaciones futuras. Con su alma liberada, solo quedaba un montón de escombros y el cadáver del individuo desconocido que fue utilizado como parte del ritual.

## Legado
En el momento de su muerte, Sasori aún no había capturado a su bestia con cola asignada. Un breve diálogo entre él y Deidara sugirió que Sasori ni siquiera sabía a qué bestia le habían asignado como objetivo. Sin embargo, después de su muerte, Tobi tomó su lugar como el nuevo socio de Deidara y su anillo en Akatsuki, y, más tarde, capturó al de Tres Colas, sugiriendo así que la bestia era el objetivo de Sasori.
Sin embargo, debido a la preservación de su cuerpo, la influencia de Sasori en eventos futuros no terminó con su muerte. Antes de los eventos en la Cumbre de los Cinco Kage, Kankurō recuperó el cuerpo de Sasori para reemplazar sus títeres habituales. Parece que se han realizado algunas modificaciones en su cuerpo desde la muerte de Sasori, aunque se desconoce si ciertos mecanismos se instalaron previamente, pero no se mostraron antes de la muerte de Sasori. Usando el títere de Sasori para luchar contra el Sasori reencarnado, Kankurō logra darle un cierre a Sasori afirmando que logró su inmortalidad a través de todos los títeres que hizo.

## En otros medios

### Películas

#### Road to Ninja: Naruto la película
Aparece una versión alternativa de Sasori en el Mundo Genjutsu. A diferencia de la versión real de Sasori, esta versión no usa marionetas humanas sino marionetas ordinarias. Sin embargo, aparentemente se convirtió en un títere para preservar su juventud, al igual que la contraparte del mundo real.

### Videojuegos
| Nombre del juego                                   | Lanzamiento en Japón     |  |
| -------------------------------------------------- | ------------------------ |  |
| Naruto: Clash of Ninja Revolution                  | 17 de noviembre de 2009  |  |
| Naruto Shippūden: Gekitō Ninja Taisen EX           | 22 de febrero de 2007    |  |
| Naruto Shippūden: Gekitō Ninja Taisen EX 2         | 29 de noviembre de 2007  |  |
| Naruto Shippūden: Gekitō Ninja Taisen EX 3         | 27 de noviembre de 2008  |  |
| Naruto Shippuden: Gekitou Ninja Taisen Special     | 2 de diciembre de 2010   |  |
| Naruto Shippūden: Legends: Akatsuki Rising         | 6 de octubre de 2009     |  |
| Naruto Shippūden: Consejo Ninja 4                  | 19 de julio de 2007      |  |
| Naruto Shippūden: Ninja Destiny 2                  | 24 de abril de 2008      |  |
| Naruto Shippūden: Ninja Destiny 3                  | 28 de abril de 2009      |  |
| Naruto Shippūden: Ultimate Ninja 4                 | 5 de abril de 2007       |  |
| Naruto Shippūden: Ultimate Ninja 5                 | 20 de diciembre de 2007  |  |
| Naruto Shippūden: Ultimate Ninja Blazing           | 14 de julio de 2016      |  |
| Naruto Shippūden: Ultimate Ninja Heroes 3          | 10 de diciembre de 2009  |  |
| Naruto Shippūden: Ultimate Ninja Impact            | 20 de octubre de 2011    |  |
| Naruto Shippuden: Ultimate Ninja Storm 2           | 21 de octubre de 2010    |  |
| Naruto Shippūden: Ultimate Ninja Storm 3           | 18 de abril de 2013      |  |
| Naruto Shippūden: Ultimate Ninja Storm 4           | 4 de febrero de 2016     |  |
| Naruto Shippūden: Ultimate Ninja Storm Generations | 23 de febrero de 2012    |  |
| Naruto Shippūden: Ultimate Ninja Storm Revolution  | 11 de septiembre de 2014 |  |
| Naruto x Boruto: Voltaje Ninja                     | 22 de noviembre de 2017  |  |
| Naruto: Colección Shinobi                          | 2014                     |  |
| Naruto: Colección Shinobi Shippū Ranbu             | 27 de julio de 2015      |  |
| Naruto: Ultimate Ninja En Línea                    | 14 de abril de 2013      |  |